# Samango
Samango è una città e sottoprefettura della Costa d'Avorio appartenente al dipartimento di Gbéléban. Conta una popolazione di 11 215 abitanti (censimento 2014).